# Benelli BN 125
Die BN 125 ist ein Leichtkraftrad des italienischen Zweiradherstellers Benelli mit luftgekühltem 125-cm3-Viertaktmotor, elektronischer Einspritzung und Gitterrohr-Rahmen.
Das Naked Bike wurde 2018 auf der Intermot in Köln vorgestellt und ist, wie auch die Straßenenduro TRK 502, eines der ersten Motorräder, die Benelli nach der Übernahme 2005 durch die chinesische Qianjiang-Gruppe entwickelt und im Frühjahr 2019 auf den deutschen Markt gebracht hat.

## Motor
Die BN 125 hat einen 125-cm3-Einzylinder-Viertaktmotor (Bohrung 54 mm, Hub 54,5 mm) mit Luft-Ölkühlung und Doppelzündung (Twin-Spark), der bereits 2017 in der Benelli TNT 125 vorgestellt wurde.
Der Motor ist mit einer elektronischen Einspritzanlage (Delphi MT05) und einem geregelten Katalysator (Euro 4) ausgestattet. Er leistet 8,2 kW (11,1 PS) bei 9500/min. Sein maximales Drehmoment von 10 Nm erreicht er bei etwa 7000/min und der Verbrauch beträgt laut Hersteller 1,7 Liter auf 100 Kilometer. Die vier Ventile werden von einer obenliegenden Nockenwelle gesteuert. Die Leistung überträgt eine nasse Lamellenkupplung, ein Fünfganggetriebe und eine Rollenkette auf das Hinterrad.

## Fahrwerk und Bremsen
Sowohl die Linienführung des markanten Gitterrohr-Rahmens als auch einzelne Bauteile, wie beispielsweise den Digitaltacho der BN 125, übernimmt Benelli von den größeren Modellen BN 302 und BN 600.
Vorne trägt die BN 125 eine Upside-Down-Gabel, die ein 17-Zoll-Gussrad mit 110/80er Reifen führt. Hinten ist eine Zweiarmschwinge mit verstellbarem Zentralfederbein und ein 130/70er Reifen mit einem ebenfalls 17 Zoll großen Rad eingebaut. Die Bremsanlage besteht vorne und hinten aus Wave-Bremsscheiben als Verbundbremse (CBS).

## Sonstiges
Sie darf als Leichtkraftrad mit der Führerscheinklasse A1 (ab 16 Jahren) gefahren und kann mit einem offiziellen Leistungsgewicht von 0,06 kW/kg auch als Fahrschulmaschine genutzt werden.